# Giuseppe Palmieri Nuti
Giuseppe Palmieri Nuti (Siena, 26 settembre 1843 – Siena, 19 agosto 1893) è stato un politico italiano.

## Biografia
Nato a Siena nel 1843 da Bernardino Palmieri Nuti e Giulia de' Vecchi, ricca famiglia senese di possidenti terrieri, fece studi umanistici al collegio Tolomei e rivestì importanti cariche cittadine nell'ambito culturale quali soprintendente all'Istituto di belle arti, presidente della Biblioteca popolare, presidente del Circolo artistico senese, presidente delle società di mutuo soccorso di Siena e di Sovicille, nonché incarichi di vertice presso l'Accademia dei Rozzi e l'Accademia dei Fisiocritici; dal gennaio 1882 al dicembre 1890 fu presidente della Società operaia senese, mentre nel biennio 1891-1892 ricoprì la carica di commissario provinciale per la Scuola d'arte e mestieri di Siena.
Esponente clerico-moderato della lista liberale monarchica senese, fu eletto più volte consigliere comunale (1874-1879, 1882-1885, 1888-1892), e fu anche sindaco di Siena nominato nel 1878 per regio decreto; ricoprì l'incarico di primo cittadino anche ad Asciano e a Sovicille.
Venne eletto per tre volte consigliere provinciale alla Provincia di Siena (1882-1887, 1887-1888, 1889-1893) e fu anche deputato provinciale dal 1884 al 1888.
Morì a Siena il 19 agosto 1893.

## Pubblicazioni
- Un cavaliere di Malta del secolo XVI. Storia di famiglie, lettere (del capitano Giovanni Palmieri) e documenti, Siena, Tip. Lazzeri, 1869
- Discorso sulla vita e le opere di Domenico Beccafumi detto Mecarino, artista senese del secolo XVI, Siena, Tip. Lazzeri, 1882.
- Relazione letta nell'adunanza del 30 aprile 1882 alla Società operaia senese, Siena, Pucci, 1882.
- Cola di Rienzo. Dramma storico in cinque atti, Piacenza, Marchesotti, 1873.
- Compendio di storia senese. Dalle origini al 1559, Siena, Cantagalli, 1949.